# 肥料
肥料是任一天然或合成的一種或多種植物成長發育所必需的營養元素，約30%-50%的作物產量增加是來歸因於天然或無機化學合成的商業肥料。市面上出售的肥料種類及品牌極多，依成分可分為無機肥料和有機肥料，肥料通常直接用於土壤，或噴灑於葉片。
從歷史來看，施肥來自天然或有機來源，包括堆肥、動物排泄物、人類排泄物、開採的礦物、輪作耕種以及加工業的副產品（如魚類加工廢棄物或動物屠宰的血粉）。然而，從 19 世紀開始，在植物營養學的創新突破之後，以人工合成肥料為中心的農產品工業發展起來。這一轉變對於改變全球糧食系統非常重要，使得在大面積土地進行大規模的工業化農業成為可能。特別是像 20 世紀初的 哈伯法這樣的固氮化學處理，在二戰期間所創造出來的生產容量的刺激下，導致了氮肥大量使用。在 20 世紀下半葉，氮肥使用量的增加（1961 年至 2019 年間增加了 800%）一直是提高傳統糧食系統生產力（平均每人超過 30%）的關鍵要素，是所謂“綠色革命”的一部分。

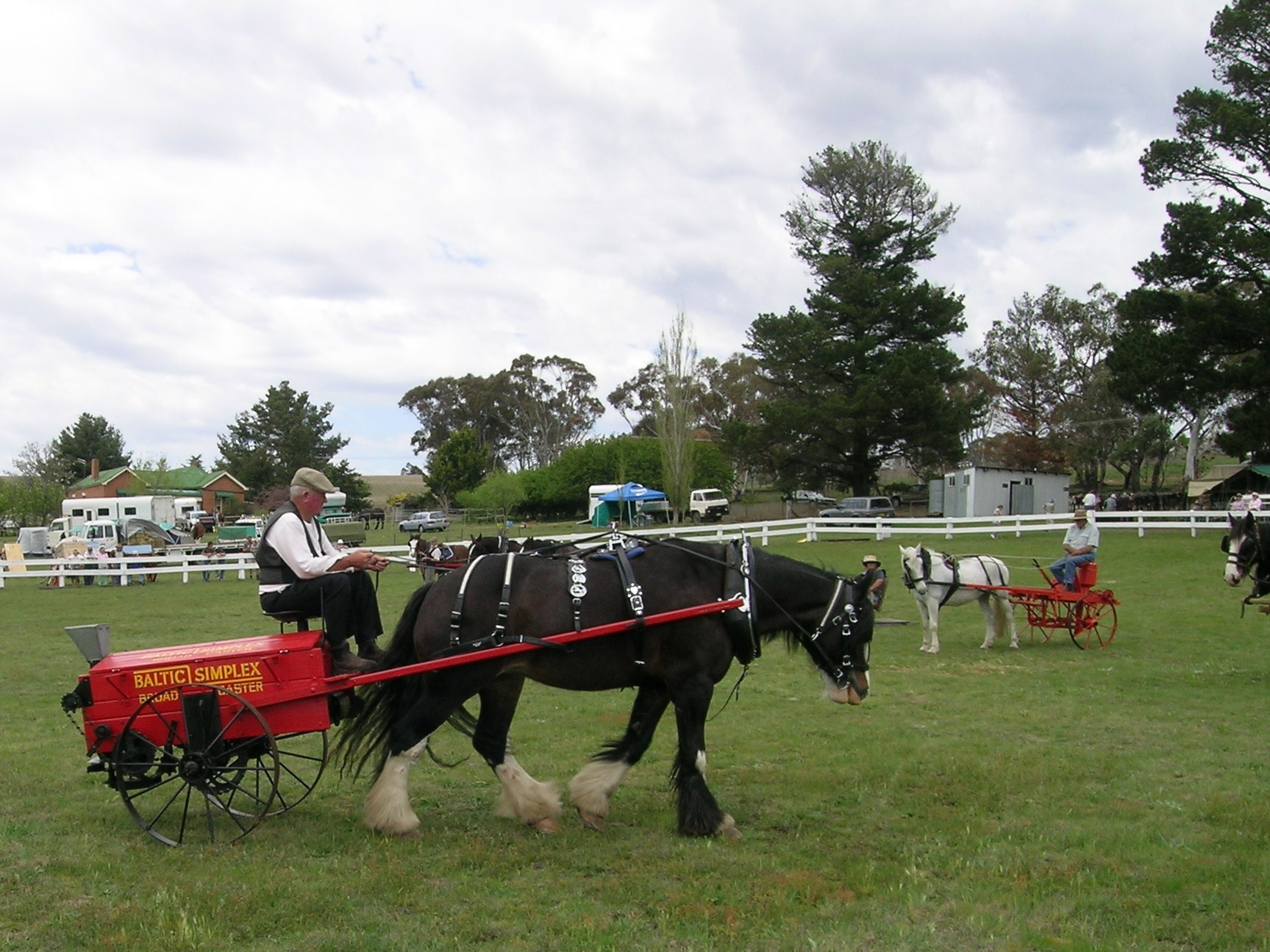
老式施肥機

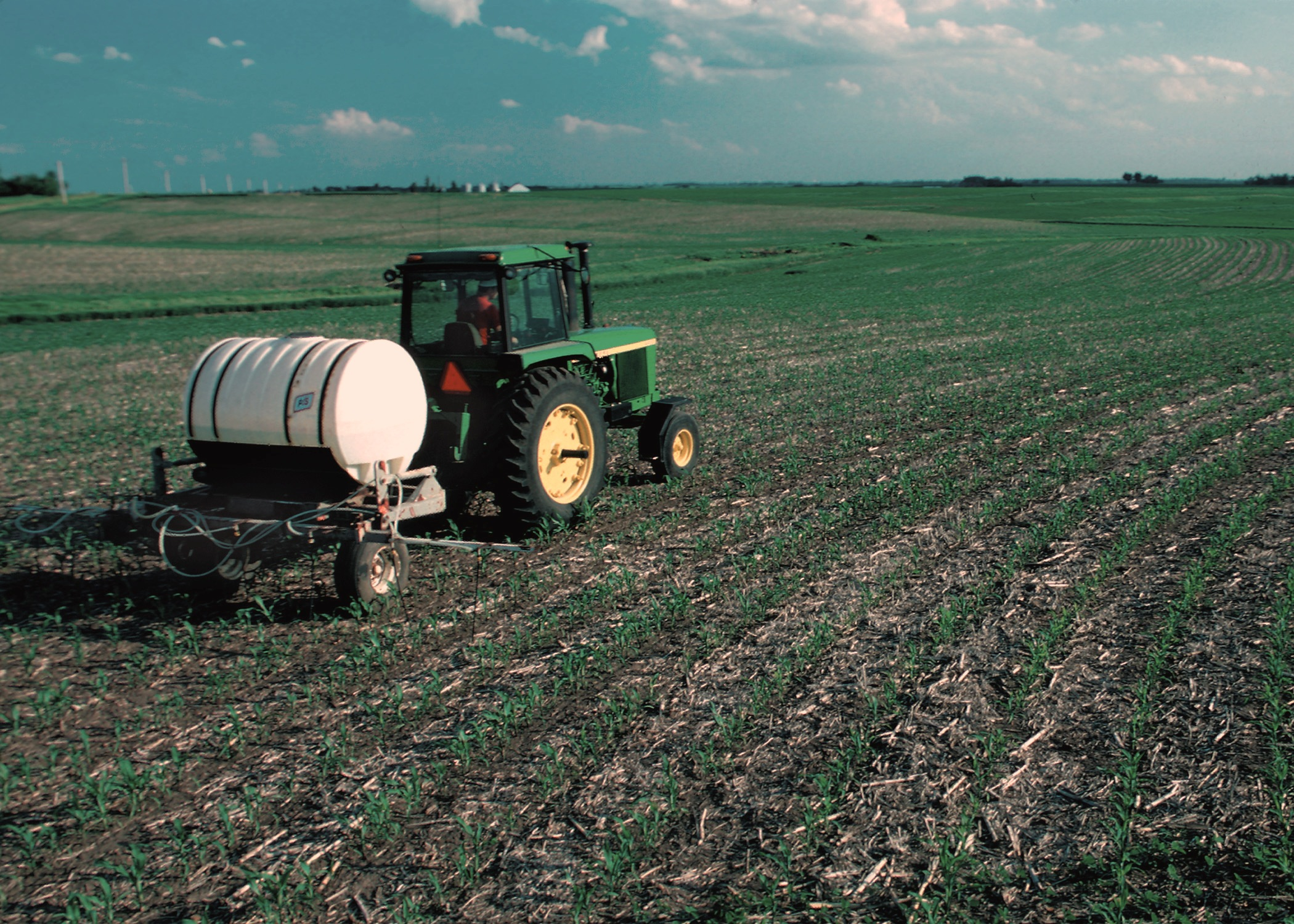
新式施肥機

## 歷史
1840年德國人尤斯圖斯·馮·李比希才首次發現植物所需的化學養分，是化學肥料的開端，農業產量因此大增，從此人類飢荒問題開始大幅減少。

## 統計

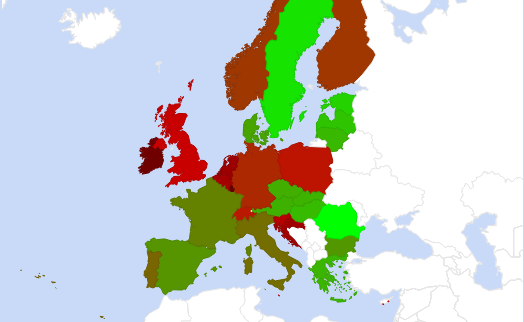
地圖顯示西方的fertilizer consumption 的統計資料和中歐歐洲國家從2012年世界銀行公佈的數據。

保守估計報告稱30％至50％的作物產量歸因於天然或合成商業肥料。 全球市場到2019年，價值可能會上升到超過1850億美元。 歐洲化肥市場將會增長，以賺取大約的收入。 2018年為153億歐元。
2012年每公頃耕地的化肥消費量數據由世界銀行集團公佈。對於以下圖表，歐盟（EU）國家的值已經被提取出來，以千克每英畝（英畝）計算。 歐盟105萬公頃耕地面積的化肥總消費量為1590萬噸（或根據另一估計1.07億公頃耕地）。這個數字相當於歐盟國家平均每公頃耕地消耗的化肥151公斤。

## 營養元素

### 主要營養素和次量營養素
肥料內的元素可分為主要元素和次量元素兩種。
氮（N）、磷（P）、鉀（K）是三大重要元素，因為經常應用在「N.P.K.」肥料；鈣（Ca）、鎂（Mg）、硫（S）等稱為次量元素，因為常用於石灰處理、施肥試驗。植物組織含有大量這三大元素。

### 主要營養元素
人工合成的肥料主要包括氮（N）、磷（P）、鉀（K），當混合在一起，叫做「N.P.K.」肥料或「复合肥」。有關肥料中氮、磷和鉀的比例，參見氮磷鉀比例。
| 英文       | 中文 | 符號 | 作用                                                     |
| ---------- | ---- | ---- | -------------------------------------------------------- |
| nitrogen   | 氮   | N    | 氮肥可以促进植物的茎和叶子的生长。                       |
| Phosphorus | 磷   | P    | 具有增进庄稼早熟及颗粒饱满作用。促進植物花及果實之發育。 |
| potassium  | 钾   | K    | 对动植物的生长和发育起很大作用。促進植物莖之生長。       |

### 微量營養元素
微量營養素在不同的植物中佔不同的比例，通常每百萬有5至100部分（根據質量）。微量元素包括鐵（Fe）、錳（Mn）、鋅（Zn）、銅（Cu）、鉬（Mo）、硼（B）、氯（Cl）等。

### 應用
- 有機肥料可以使土壤團粒化，改善土質通氣及保肥力，使土壤更加肥沃。

## 無機肥料
- 無機肥料又稱「化學肥料」或「合成肥料」，通常是指非生物體或無機化合物、礦物中提煉製成的。
- 依成份細分，有單質肥料、複合肥料、特殊肥料、及微量元素肥料等4種。
- 一般由礦物質、人工化學合成或動植物燃燒後的物質，其形態包括液狀、粉末、顆粒或棒狀等。
- 超量使用易生肥害，長期施用易使土壤酸化，土壤變差。
- 自然出現的無機肥料包括石灰岩（減低土壤酸性）、智利硝酸鈉、磷酸鹽等。
- 經化學合成或人工合成的無機肥料包括硝酸銨、硫酸鉀、過磷酸鈣、三重過磷酸鈣等。
- 無機肥料大多容易吸收空氣中濕氣及揮發，放久容易潮濕或降低肥效。
- 尿素（例如哈伯法與維勒尿素合成）、草木灰、過石灰，屬於化學肥料一種。

### 應用
無機肥料，通常用於提高生物量（以及其後綠肥價值）。

### 忌諱
- 某些不同类型的化学肥料不可隨便混合，否則會產生降低肥效或喪失肥效的化學反應。

例如：將硫酸鉀鎂混合肥和氯化銨鈣混合肥施用在一起，會生成不易溶解的硫酸鈣。

### 肥害

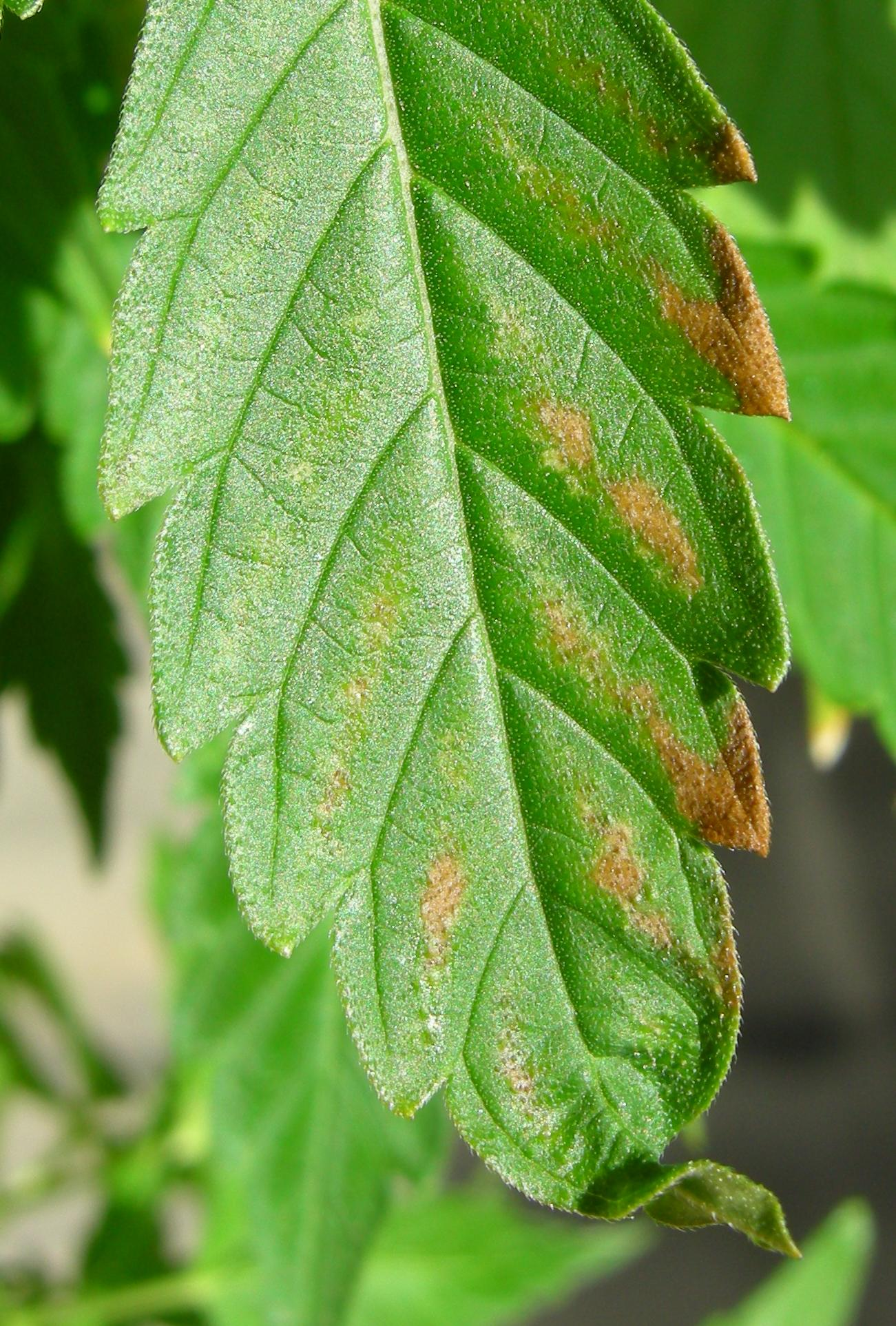
肥害

過度施肥容易造成“肥害”，就會發生植物損害甚至死亡。或是蔬菜種植使用過多的氮肥作為肥料，導致蔬菜收成時殘留過多的硝酸鹽類，如果這些蔬菜作為嬰幼兒的副食品的話，可能導致藍嬰症。

## 有機肥料
- 有機肥料又稱「天然肥料」，是以有機質狀態出現，由生物體有機物質自然腐化形成的。
- 自然出現的有機肥料包括糞肥、黑水虻、甲壳、泥漿、蚯蚓皮屑、蚯蚓糞、泥炭、海草、魚肥等。
- 經工業製造的有機肥料包括混合塗料、海草提出物等。
- 使用前應經過發酵腐熟後使用，勿新鮮施用，以防肥害，越腐熟肥效越佳。但需要密封的容器供收藏，不然通常會在發酵過程中發出惡臭。

## 環境影響

### 水

#### 水的優養化

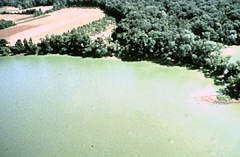
由於優養化，導致藍綠藻大量繁殖的河川

施灑在土壤上的肥料，會隨雨水或灌溉，而滲漏到地下水或流至河流或湖泊。這表示在河流或湖泊累積的肥料，可能導致水的優養化現象，而使水中的藻類大量繁殖，因而破壞了水中的自然生態的平衡。

### 土壤

#### 土壤酸化
石灰、草木灰、氰氮化鈣和熔磷肥等，與含氮無機肥料，如混合或過度使用，可能導致土壤酸化，導致養分供應失衡。

### 其他問題

#### 大氣的影響
過度施肥導致農田排放一氧化二氮增加。

## 相關
- 土壤肥力
- 堆肥
- 蚯蚓糞

## 外部連結
- 中华人民共和国农业部种植业管理司 （页面存档备份，存于） 中國種植業信息網 肥料登記
- 行政院農委會農糧署 （页面存档备份，存于） 肥料廠牌查詢